# 尼賴吉哈佐斯巴達克斯足球俱樂部
尼賴吉哈佐斯巴達克斯足球俱樂部（Nyíregyháza Spartacus FC）是匈牙利的一家足球俱樂部，主場位於尼賴吉哈佐。球場創建於1928年。球隊現在參加匈牙利足球甲級聯賽的賽事。